# Friedrich Nicolaus von Liliencron
Friedrich Nicolaus Adam Paul Ludwig Freiherr von Liliencron (* 11. April 1806 in Traventhal; † 28. Januar 1893 in Altenburg) war Flensburger Oberpräsident und Abgeordneter.
Friedrich Nicolaus von Liliencron war Amtmann der Ämter Hütten und Gottorf und Oberdirektor des Flecken Cappeln.
Während der Schleswig-Holsteinischen Erhebung stellte er sich auf die Seite der Herzogtümer und war 1848 bis 1850 Oberpräsident, also Stadtoberhaupt der Stadt Flensburg. Für den Wahlbezirk Schleswig 17 (Fahrenstedt) wurde er 1848 in die Schleswig-Holsteinische Landesversammlung gewählt.
Nach dem Zusammenbruch der Erhebung musste er Schleswig-Holstein verlassen, da er explizit von der Amnestie ausgenommen wurde.